# HMS Chanticleer (1808)

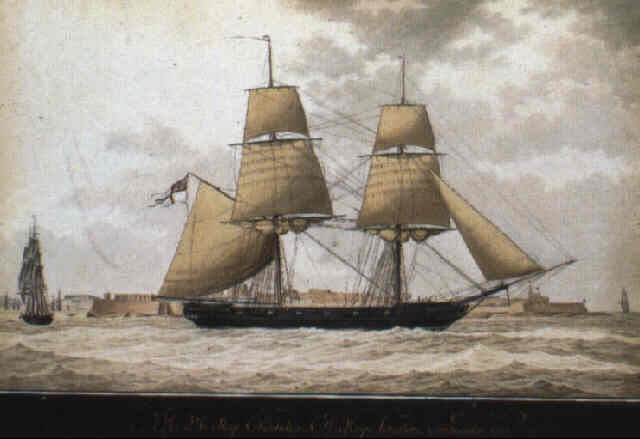
Chanticleer próximo de Valetta, Malta, por Nicolas Cammillieri

O HMS Chanticleer foi um brigue de 10 canhões da classe Cherokee, navio da Marinha Real Britânica. Chanticleer foi lançado em 26 de julho de 1808. Ela serviu em águas europeias (principalmente no Mar do Norte) durante as Guerras Napoleônicas. Foi escolhida para uma viagem científica de 1828 ao Oceano Pacífico. Seu mau estado ao retornar significou que o Almirantado a substituiu para a segunda viagem em 1831 por outro brigue da classe Cherokee, o HMS Beagle, que posteriormente se tornou famoso por causa da associação com Charles Darwin. Chanticleer em seguida, passou 15 anos como navio de vigilância da alfândega em Burnham-on-Crouch e foi desmantelado em 1871.

## Serviço de guerra
Sua base inicial era Great Yarmouth. Ela foi comissionada em setembro de 1808 sob o comandante Charles Harford, mas ele se afogou em um acidente em 19 de outubro, então o comandante Richard Spear assumiu o comando em novembro de 1808. Em 27 de julho de 1809, Chanticleer capturou o Imperador lugger russo. Então, em 24 de outubro, Sheldrake capturou Júpiter. Leverett e Chanticleer dividiram o prêmio em dinheiro por acordo.
Em 2 de setembro de 1811, enquanto na costa da Noruega, Chanticleer se envolveu em uma ação com três brigues de 18 armas da Marinha Real Dinamarquesa, Lolland, Alsen e Samsøe. armas e menos em número, Chanticleer conseguiu escapar, deixando seu consorte, Manly, para os dinamarqueses capturarem.
Em 28 de agosto de 1810, Chanticleer capturou o barco de pesca holandês Hoop. Chanticleer estava sob o comando de John G. M'Bride M'Killop (Comandante Interino) quando tomou posse do navio abandonado Haabet em 16 de novembro de 1811.
Chanticleer estava na companhia de Parthian quando eles capturaram o Jobb em 2 de janeiro de 1812. Então, em 9 de abril de 1812, Chanticleer capturou o navio dinamarquês Christine.
Em 23 de outubro de 1812, Chanticleer, Clio e Oberon capturaram Jonge Henrick.
O Chanticleer serviu principalmente como navio de escolta e navegou ao largo da costa europeia. A comandante Stewart Blacker assumiu o comando em maio de 1813. Em 1813, ela ganhou três prêmios perto do arquipélago alemão de Heligoland, no Mar do Norte. O comandante J. Thomson substituiu Blacker em julho de 1814.
Em agosto de 1815, Chanticleer, sob o comando do Tenente George Tupman (em exercício), fazia parte da força britânica que capturou Guadalupe. Ela varreu uma praia das poucas tropas francesas que apareceram; ela então forneceu cobertura em outra praia.
Em 2 de outubro de 1815, Chanticlear e Barbadoes trouxeram um brigue francês para Antígua. O brigue carregava 208 escravos da África e algumas presas de marfim.

## Serviço pós-guerra

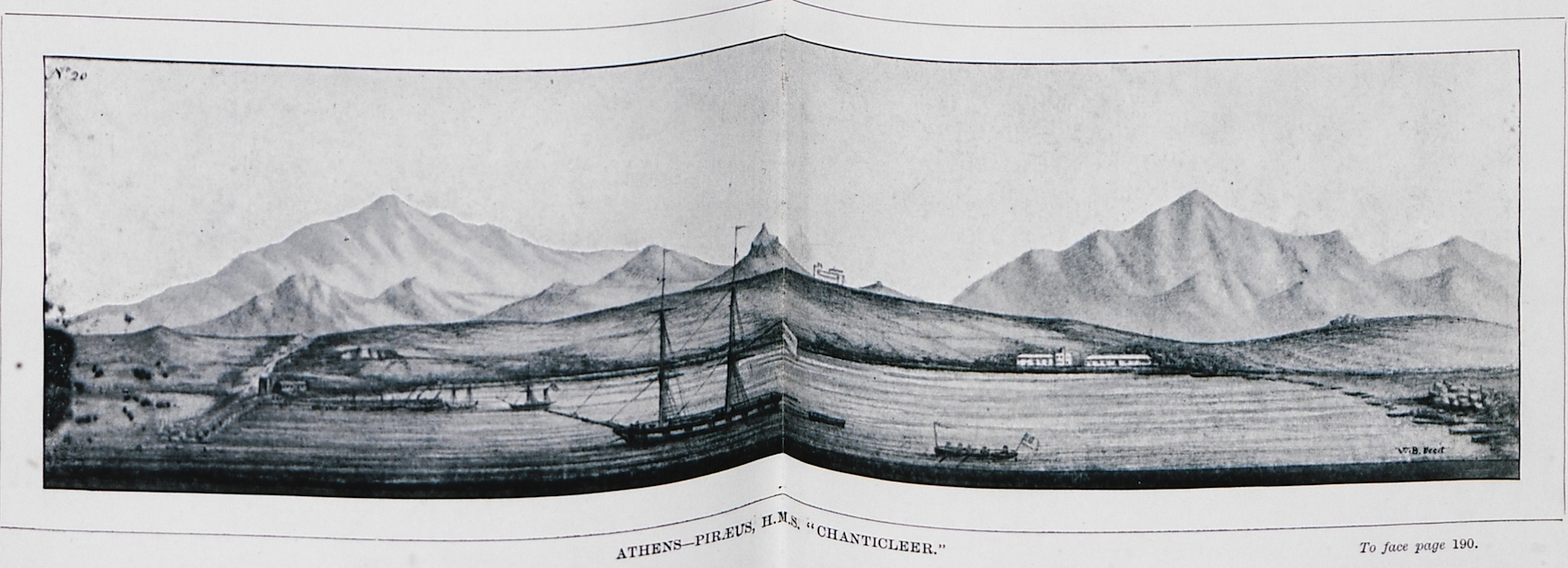
Chanticleer no porto de Piraeus

Chanticleer estava em Chatham em 1817. Em 23 de outubro de 1821, o capitão Henry Eden assumiu o comando. Ele a levou para o Mediterrâneo, onde foi "ocupado com muita eficiência durante a revolução na Grécia". comandante Burton Macnamara o substituiu em julho de 1822. Dois meses depois, Chanticleer foi despachado para Fanari, Preveza, para supervisionar a evacuação dos Souliotes.
Charles James Hope Johnstone assumiu o comando em setembro de 1824, ainda no Mediterrâneo. Ele foi colocado em dezembro de 1826 e o comando transferido para um comandante interino até abril de 1827, quando o comandante John Balfour Maxwell assumiu o comando.
Chanticleer foi despachado em uma expedição científica no Oceano Pacífico em 1828 sob o comando do Capitão Henry Foster, que assumiu o comando em dezembro de 1827. Ele explorou o Atlântico Sul, e especialmente as Ilhas Shetland do Sul; Port Foster na Ilha Decepção, que é a caldeira de um vulcão extinto, leva seu nome. Na expedição, o navio visitou o River Plate e Staten Island da Argentina, o Cabo Horn do Chile, no extremo sul da América do Sul,Nova Zelândia, Geórgia do Sul e contornou o Cabo da Boa Esperança. De lá, voltou para a América do Sul via Santa Helena, Ilha da Ascensão e Fernando de Noronha. Chanticleer alcançou a costa sul-americana em São Luis, Maranhão. De lá, ela subiu o rio Amazonas até o Pará. Em seguida, Chanticleer chegou a Port of Spain, Trinidad, navegando de lá para La Guaira e depois para Portobelo, Colón. Foster enviou o seu primeiro-tenente, Horatio Thomas Austin, do outro lado do istmo de Darien. Depois que Austin voltou, Foster decidiu realizar mais alguns testes científicos na mesma área. Infelizmente, depois de concluir seus experimentos e voltar para o navio, Foster caiu de sua canoa no rio Chagres e se afogou. Após a morte de Foster, o comando do navio caiu para Austin. Ele navegou Chantecler através do Oceano Atlântico até Falmouth em 1831.
Chanticleer havia sido programado para fazer a segunda pesquisa da América do Sul em 1831, mas devido às suas más condições após sua viagem de três anos, o Almirantado enviou Beagle em seu lugar. Assim, foi o Beagle, e não o Chanticleer, que se tornou o navio no qual Charles Darwin estabeleceu sua reputação como naturalista.
Em vez de enviar Chantecler para a América do Sul, a Marinha a emprestou à Royal Sailing Society, Thames. Essa atribuição durou de 1831 a 1832.
Em 1832, o Dr. John Frost obteve uma concessão do Almirantado para estabelecer o Chanticleer como um navio-hospital a ser ancorado ao largo de Millbank para servir de refúgio aos barqueiros do Tâmisa. No entanto, Frost se esforçou demais e o plano falhou.

## Destino
Em 1845, o Chanticleer foi rebocado para Burnham-on-Crouch, em Essex, para ser usado no rio Crouch como navio de guarda da alfândega. Ela foi renomeada como WV5 (Watch Vessel 5) em 25 de maio de 1863 e serviu nessa posição até 1870. Ela foi separada em junho de 1871 em Sheerness.